# Brzeźnio
Brzeźnio [pronunciación en polaco: /ˈbʐɛʑɲɔ/] es un pueblo ubicado en el condado de Sieradz, Voivodato de Łódź, en el centro de Polonia. Es la sede de la gmina (distrito administrativo) llamada Gmina Brzeźnio . Se encuentra a unos 15 kilómetros al suroeste de Sieradz y a 67 kilómetros al suroeste de la capital regional Łódź.
El pueblo tiene una población de 1.150 habitantes.